# Mansfeld (famiglia)

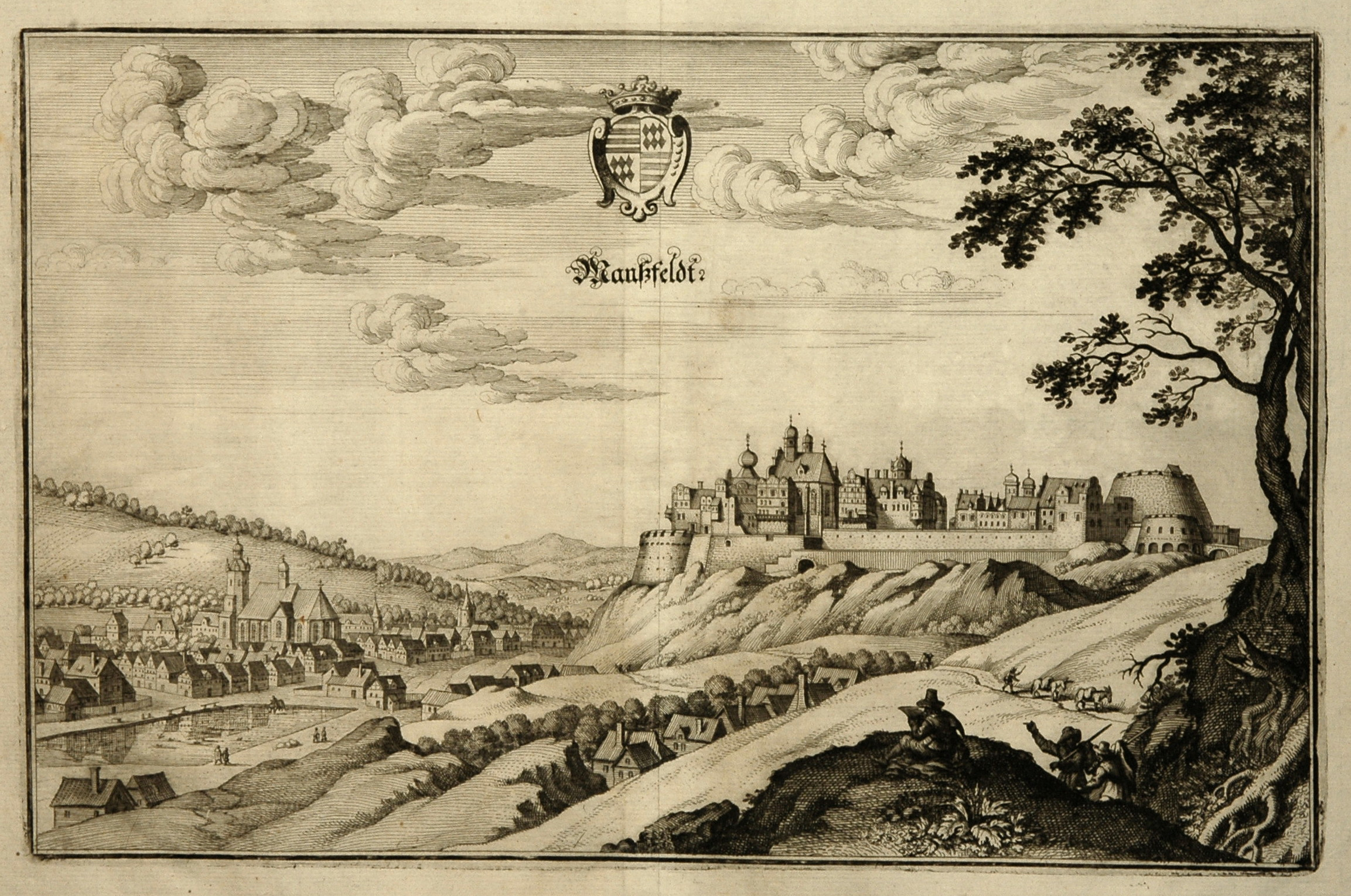
Mansfeld nel 1650

I conti di Mansfeld appartenevano a una delle più antiche linee nobili della Germania. Le loro terre, erette nella contea dell'Impero dal 1580, si estendevano nella metà settentrionale di Hassegau, lungo le pendici orientali del massiccio dello Harz. Coprono approssimativamente i confini dei distretti scomparsi di Circondario del Mansfelder Land, Merseburg-Querfurt e Sangerhausen, e quindi la maggior parte dell'attuale Circondario di Mansfeld-Harz Meridionale nella Sassonia-Anhalt.
I conti di Mansfeld fondarono la loro fortuna nelle miniere di rame della regione di Eisleben, scoperte all'inizio del XIII secolo e di cui gli imperatori germanici riconobbero loro l'esclusività in due occasioni.
La linea maschile si estinse nel 1780. I possedimenti della Germania centrale, già vassalli di Sassonia per lungo tempo, furono divisi tra la Sassonia elettorale e il Regno di Prussia.
La casa di Mansfeld ebbe diversi vescovi (compresi due arcivescovi) e cavalieri del Toson d'Oro. I rami più giovani si allearono con i conti Stolberg, i duchi di Braunschweig e Württemberg, i principi della casa di Anhalt, i margravi di Brandeburgo e la casa reale di Danimarca.

## Esponenti illustri
- Pietro Ernesto I di Mansfeld (1517-1604)
- Karl von Mansfeld (1543-1595)
- Agnese di Mansfeld-Eisleben (1551-1637)
- Ernst von Mansfeld (1580-1626)
- Heinrich Franz von Mansfeld (1640-1715)